# Saxifraga daqiaoensis
Saxifraga daqiaoensis är en stenbräckeväxtart som beskrevs av F.G.Wang och F.W.Xing. Saxifraga daqiaoensis ingår i Bräckesläktet som ingår i familjen stenbräckeväxter. Inga underarter finns listade i Catalogue of Life.